# Victor Varconi

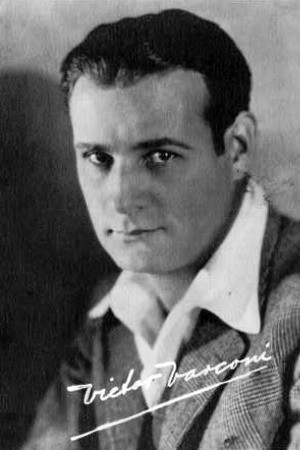
Victor Varconi, um 1930

Victor Varconi, im deutschsprachigen Film Michael Varkonyi, (gebürtig: Mihály Várkonyi; * 31. März 1891 in Kisvárda, Ungarn; † 6. Juni 1976 in Santa Barbara, Kalifornien, USA) war ein amerikanischer Film- und Theaterschauspieler, sowie Filmregisseur und Drehbuchautor ungarischer Herkunft.

## Leben
Victor Varconi wurde als Sohn von Bauern im Grenzgebiet Ungarns zur Ukraine geboren, wuchs jedoch in Budapest auf. Nach einer Ausbildung als Kaufmann nahm er Schauspielunterricht und nahm danach erste Engagements in Theatern in der Region Siebenbürgen wahr. Später folgte sein Engagement am Ungarischen Nationaltheater in Budapest.
Varconis Karriere als Filmschauspieler begann im Jahr 1913, als er in Félix Vanyls Stummfilm Sárga csikó in einer Nebenrolle zu sehen war. 1920 führte Varconi zum ersten und einzigen Mal in seinem Leben Regie des Kurzfilms A Számüzött, wo er selbst auch die Hauptrolle verkörperte. Nach rund 10 Filmen, in denen er in Ungarn mitwirkte, zog Varconi um 1920 nach Wien und Berlin, wo er als Michael Varkonyi in einer Reihe von deutschen aber auch österreichischen Spielfilmen Rollen übernahm, darunter die 1922 produzierte Bibelverfilmung Sodom und Gomorrha von Regisseur Michael Curtiz.
1924 folgte er einem Ruf nach Hollywood, wo der US-amerikanische Regisseur Cecil B. DeMille Michael Varkonyi, der sich nunmehr Victor Varconi nannte, für seinen Film Triumph besetzte. Sein bekanntester Spielfilm jedoch sollte ein weiteres Mal ein Bibelfilm werden – König der Könige von 1927, erneut unter Regie von DeMille – in dem Varconi als Pontius Pilatus zu sehen war. In den 1930er und 1940er Jahren, dem Zenit von Varconis Filmschaffen, stand er meist in südländischen oder oft auch in deutschsprachigen Charakterrollen vor der Kamera, darunter in der 1935 produzierten und für einen Oscar nominierten Filmkomödie Roberta. Zu erwähnen ist auch der 1944 produzierte Film The Hitler Gang, einem der ersten Filme über den Nationalsozialismus, in dem Varconi den Hitler-Stellvertreter Rudolf Heß verkörperte. In einem seiner letzten Filme schlüpfte Varconi erneut in biblische Gewänder, als er 1949 in einer Nebenrolle des Films Samson und Delilah zu sehen war – erneut unter Regie seines Förderers Cecil B. DeMille.
Nachdem sich Varconi Ende der 1950er Jahre als Filmschauspieler in den Ruhestand zurückgezogen hatte, konzentrierte er sich vermehrt aufs Theater, und stand so in Shakespeare-Stücken, wie Hamlet, Romeo und Julia oder Richard III. auf der Bühne.
Über Varconis Privatleben ist wenig bekannt. Er war zweimal verheiratet; ob er Kinder hatte, ist nicht bekannt. Seine Konfession war Römisch-katholisch. Er erlag im Juni 1976, im Alter von 85 Jahren, einem Herzinfarkt.

## Filmografie (Auswahl)
- 1913: Márta
- 1918: Die gefahrvolle Wette (99-es számú bérkocsi)
- 1920: Die sieben Todsünden
- 1920: Arme Violetta
- 1921: Aus den Tiefen der Großstadt
- 1921: Junge Mama
- 1921: Nachtbesuch in der Northernbank
- 1922: Eine versunkene Welt
- 1922: Herren der Meere
- 1922: Versunkene Welten
- 1922: Sodom und Gomorrha
- 1923: Der junge Medardus
- 1923: Die Lawine
- 1923: Namenlos
- 1924: Deserteure des Lebens (Feet of Clay)
- 1924: Vertauschte Frauen (Changing Husbands)
- 1924: Triumph
- 1925: Ballettratten
- 1925: Der Tänzer meiner Frau
- 1926: Der Wolgaschiffer (The Volga Boatman)
- 1927: Die Gefangene des Scheik (Fighting Love)
- 1927: König der Könige (The King of Kings)
- 1927: Chicago
- 1928: Die ungekrönte Königin (The Divine Lady)
- 1928: Herzbub (Tenth Avenue)
- 1929: Der König der Bernina (Eternal Love)
- 1930: Rhapsodie der Liebe (Kult ciała)
- 1930: Die Warschauer Zitadelle
- 1931: Charlie Chan – Der Tod ist ein schwarzes Kamel (The Black Camel)
- 1931: Safe in Hell
- 1932: Der Rebell
- 1935: Roberta
- 1936: Tanzende Piraten (Dancing Pirate)
- 1936: Der Held der Prärie (The Plainsman)
- 1937: Die große Stadt (Big City)
- 1938: Suez
- 1939: The Story of Vernon and Irene Castle
- 1939: Mr. Moto und sein Lockvogel (Mr. Moto Takes a Vacation)
- 1940: Die wunderbare Rettung (Strange Cargo)
- 1940: Der Herr der sieben Meere (The Sea Hawk)
- 1942: Piraten im karibischen Meer (Reap the Wild Wind)
- 1942: Geliebte Spionin (My Favorite Blonde)
- 1943: Wem die Stunde schlägt (For Whom the Bell Tolls)
- 1944: The Hitler Gang
- 1944: Dr. Wassells Flucht aus Java (The Story of Dr. Wassell)
- 1945: Liebe in der Wildnis (Dakota)
- 1947: Die Unbesiegten (Unconquered)
- 1947: Die Piraten von Monterey (Pirates of Monterey)
- 1949: Samson und Delilah (Samson and Delilah)
- 1958: Alfred Hitchcock präsentiert (Alfred Hitchcock Presents, Fernsehserie, Folge The Return of the Hero)
- 1959: Auf U-17 ist die Hölle los (The Atomic Submarine)